# サウンド・ピン・アクション
「サウンド・ピン・アクション」は、かつてFMとやまで放送されていたラジオ番組である。

## 概要
放送時間は毎週土曜日の16:55 - 17:00（JST）。以前は土曜日21:55 - 22:00に放送されていたが19:55 - 20:00に移動し、その後、前述の時間に移動した。その後、2008年3月をもって終了した。
提供は立山グランドボウル。そのためオープニングはタイトルコールとともにボウリングのピンの倒れる音が流れる。このタイトルコールの声はかつて局アナであった向山かよ子のものである。
毎回、アーティストが1組登場し、楽曲とともにメッセージを紹介していた。
同じFMとやまで放送されている「J・POPファクトリー」とほぼ同じ構成であった。
h